# 高木早苗
高木早苗（日语：高木 早苗，1955年5月21日—），日本資深女性配音員。出身於千葉縣。身高153cm。B型血。丈夫為同行的資深配音員龍田直樹。

## 人物簡介
俳協演劇研究所第6期出身。現在是青二Production所屬，以前經歷新企劃、東京俳優生活協同組合、ARTSVISION。
興趣、特長：彈琴、桌球、網球。

## 演出作品

### 電視動畫
1976年
- 無敵太空船（四村綠）

1977年
- 小雙俠 (1977年版)（小孩）

1978年
- （美智）
- 無敵鋼人泰坦3（美女、電腦）

1979年
- 清秀佳人（珍·安德魯斯）
- 機動戰士鋼彈（趙）
- 哆啦A夢 (大山羨代版)
- 漫畫猿飛佐助（櫻）

1980年
- 原子小金剛 (1980年版)（梢）
- 傳說巨神伊甸王（瑪拉卡·法德）
- 湯姆歷險記（艾美·勞倫斯〈第2代〉）
- 無敵機器人 托萊達G7（竹尾幸子、中村信吉）

1981年
- 福星小子 (1981年版)
- 最強機器人大王者（芙蘿菈·忍[5]）
- 真知子老師（橫濱典子、女摔角手）
- 救難小英雄Yattode（潘朵拉）
- 水戶黃門

1982年
- 阿波羅之女（エコー）
- 怪物小王子 (1980年版)
- 逆轉一發人（日语：逆転イッパツマン）（美智子）
- 電子神童（小孩C）
- 阿福（日语：フクちゃん）（小健）
- 魔境傳說阿克洛班奇（亞塔瓦）
- 魔法公主 明琪桃子（日语：魔法のプリンセス ミンキーモモ）（奧特）

1983年
- 亞空大作戰Srungle（梅拉妮）
- 機甲創世記（女隊員A、瑪莉亞）
- 飛屋大冒險（日语：トンデラハウスの大冒険）（夏山康娜）
- 小超人帕門 (1983年版)（社六、由紀 等）
- 無敵三四郎（亞季）
- 美雪、美雪（三原佐知子）

1984年
- 超攻速加爾比昂（日语：超攻速ガルビオン）

1985年
- 莎拉公主（瑪麗葉特、蘇珊）
- 高爾夫頑童猿丸（猿谷中丸）
- 足球小將翼（馬爾奇諾）

1986年
- 愛少女波麗安娜物語（貝絲）
- Oh！Family（日语：Oh!ファミリー）（雪蓮·安德森）
- 北斗神拳（吉羅）
- 青春動畫全集（日语：青春アニメ全集）（馬渕典子）
- 機器人阿丁 (1986年版)（日语：ロボタン）

1987年
- 超能力魔美（宮田）

1988年
- 奇天烈大百科（崇子、導遊、學校供餐大嬸）
- 城市獵人2（圭子、高原留美）
- 妳好！淑女小琳（日语：レディ!!#ハロー！レディリン）（特洛西的母親）
- 甜蜜小天使 (1988年版)（里美老師）
- 燃燒吧！哥哥（國寶雪子）
- 名門！第三棒球社（日语：名門!第三野球部）（翌檜的母親）

1989年
- 搞怪刑事（日语：がきデカ）（西城吉雄的母親）
- 麵包超人（布丁仁〈初代〉）

1990年
- 美味大挑戰（桐田美枝、小孩B）
- 西瓜皮先生（久惠的母親、小玉的飼主）
- 夠了！阿太郎 (1990年版)（日语：もーれつア太郎）（阿太郎的母親）

1991年
- 裝甲拯救隊（天神林梅子[6]）

1992年
- 美少女戰士（1992～1996，月野兔的媽媽〈月野育子〉）4系列

1993年
- 灌籃高手（安西夫人）
- 超電動機械人 鐵人28號FX（羅絲的母親）
- 小小男子漢（江田豆夫）
- 侏羅紀足球傳說（日语：ドラゴンリーグ）（嵐）

1994年
- 橘子醬男孩（北原晶子、木島黎）

1995年
- 羅密歐的藍天（派翠琪亞·馬丁尼）

1996年
- 鬼太郎 (第4作)（晴夫、早苗、昇、老站員）

1997年
- 中華一番！（胡強夫人）

1998年
- 危險調查員（慎介的母親）

2001年
- 野野子（日语：ののちゃん）（藤原先生的母親）

2002年
- 金肉人II世（ビビンバ）

2003年
- 魔法少年賈修（進一的母親）

2008年
- 鬼太郎 (第5作)（社長的妻子）

2011年
- 櫻桃小丸子 (第2期)（2011～2019，小梅、大嬸、岩田先生的太太、佐伯的奶奶）

2014年
- ONE PIECE（2014～2020，老奶奶、波哥姆斯的媽媽、鬢豪的女房、老婆婆）

### OVA
1988年
- 網球甜心2（岡浩美的母親）

1989年
- 手天童子（柴京子）
- （篠崎由宇的母親）

1991年
- 含羞草（中里美夏的母親）

1993年
- 再造人卡辛（東綠）

1994年
- 刃牙（松本絹代）

### 電影動畫
1981年
- 劇場版 機動戰士鋼彈（哈洛）

1983年
- 福星小子：愛星球之戀（日语：うる星やつら オンリー・ユー）

1986年
- 高爾夫球手猿：超級高爾夫世界的挑戰（日语：プロゴルファー猿）（猿谷中丸）

1987年
- 高爾夫球手猿：甲賀秘境！影之忍法高爾夫晉見！（日语：プロゴルファー猿）（猿谷中丸）

2003年
- 與明天有約的男子 田邊朔郎與琵琶湖疏水[7]

### 遊戲
1999年
- JoJo的奇妙冒險[注 1]（波因哥、恩亞婆婆）
- JoJo的奇妙冒險 未來的遺產（波因哥）

2006年
- 金肉人 肌肉大獎賽MAX（日语：キン肉マン マッスルグランプリ#キン肉マン マッスルグランプリ）[注 2]

2008年
- 高爾夫球手猿（日语：プロゴルファー猿）（猿谷中丸）

### 廣播劇CD
- 愛我就是要說出來。（日语：晴天なり。）（吉峰唯）

### 外語配音
※作品依英文名稱及英文原名排序。

#### 電影
- 幽冥鬼船（英语：Death Ship (1980 film)）（Robin Marshall〈Jennifer Mckinney〉）※富士電視台版[注 3]。
- 領航員（英语：Flight of the Navigator） ※日本電視台版[注 4]。
- 烈血海底城（Elizabeth 'Willie' Williams〈Amanda Pays〉）
- 緊急搜捕令 ※朝日電視台版。
- 奇蹟（高貝兒〈葉蘊儀〉）
- 斯通（英语：Stone (1974 film)）（Vanessa〈Rebecca Gilling〉）※TBS版[注 5]。
- 最後一場演奏會（英语：Take All of Me） ※日本電視台版。
- 少棒闖天下（英语：The Bad News Bears） ※朝日電視台版。
- 風塵三俠（英语：Warlock (1959 film)） ※朝日電視台版。
- 核能浩劫後（英语：Wild Beasts (film)）

#### 電視影集
- 閃電俠 (1990年電視影集)（Lisa March）※日本電視台版。

### 其它
- 系列（坊）
- 兒童新聞週刊（配音演出）
- 交給Akko吧！（日语：アッコにおまかせ!）（旁白）
- （旁白）
- 達爾文來了！ ～活生生的新傳說～（日语：ダーウィンが来た!）（鬍鬚子）
- Hi-Vision特集（日语：ハイビジョン特集）（旁白）

## 腳註

## 外部連結
- 青二Production公式官網的聲優簡介 （页面存档备份，存于） （日語）